# Forte Griffon
Il Forte Griffon (Fort Griffon in lingua francese) è una fortificazione a difesa della città di Besançon e prende il nome dal primo che lo ha costruito alla fine del XVI secolo, l'architetto italiano Giovanni Griffoni (Jean Griffon per i francesi). Rimaneggiato dal Vauban, dal 1948 è Monumento storico di Francia e nel luglio 2008 è stato riconosciuto Patrimonio dell'umanità dall'UNESCO, nel quadro delle Fortificazioni di Vauban riconosciute come tali.

## Storia e descrizione
Nato a fine XVI secolo per difendere il quartiere "Battant" della città di Besançon, la sua utilità venne messa in dubbio nel 1668 dopo l'assedio alla città posto dal principe di Condé ma infine non venne modificato. Tornata la città sotto il controllo francese, Vauban ristrutturò completamente la fortezza aggiungendovi bastioni, casematte, una caserma, un vasto cortile con alloggio per il comandante, una cappella, una cisterna ed una polveriera.
Nonostante l'importanza del complesso difensivo (viene ancor oggi paragonato ad una cittadella) si hanno del forte poche testimonianze: qualche scritto del 1731 che parla delle attività che si svolgevano nella fortezza, citando la presenza di una guarnigione di 141 uomini. Nel 1788 il complesso viene destinato a prigione di stato, con le sue celle e la sua ghigliottina. Ridiviene poi installazione militare rimanendo tale fino alla fine della seconda guerra mondiale.
Nel 1946, il dipartimento del Doubs lo acquisisce e v'installa l' École Normale d'Institutrices. L'architetto Tournier ristruttura i luoghi avendo però cura di conservare le costruzioni in muro di pietra del XVII secolo e, dal 1991, viene occupato dall'Institut universitaire de formation des maîtres (IUFM).

## Struttura attuale
Il forte è costituito da tre fabbricati disposti intorno ad un cortile ed una probabile cappella. Di fianco ad esso si trova un piccolo parco con qualche statua ed alcuni tunnel pedonali; inoltre vi è molto verde con alberi e fiori di tutti i generi, che abbelliscono la località.  Vi è inoltre l'accesso ad un piccolo belvedere che dà sul centro della città (La Boucle).

## Immagini del forte

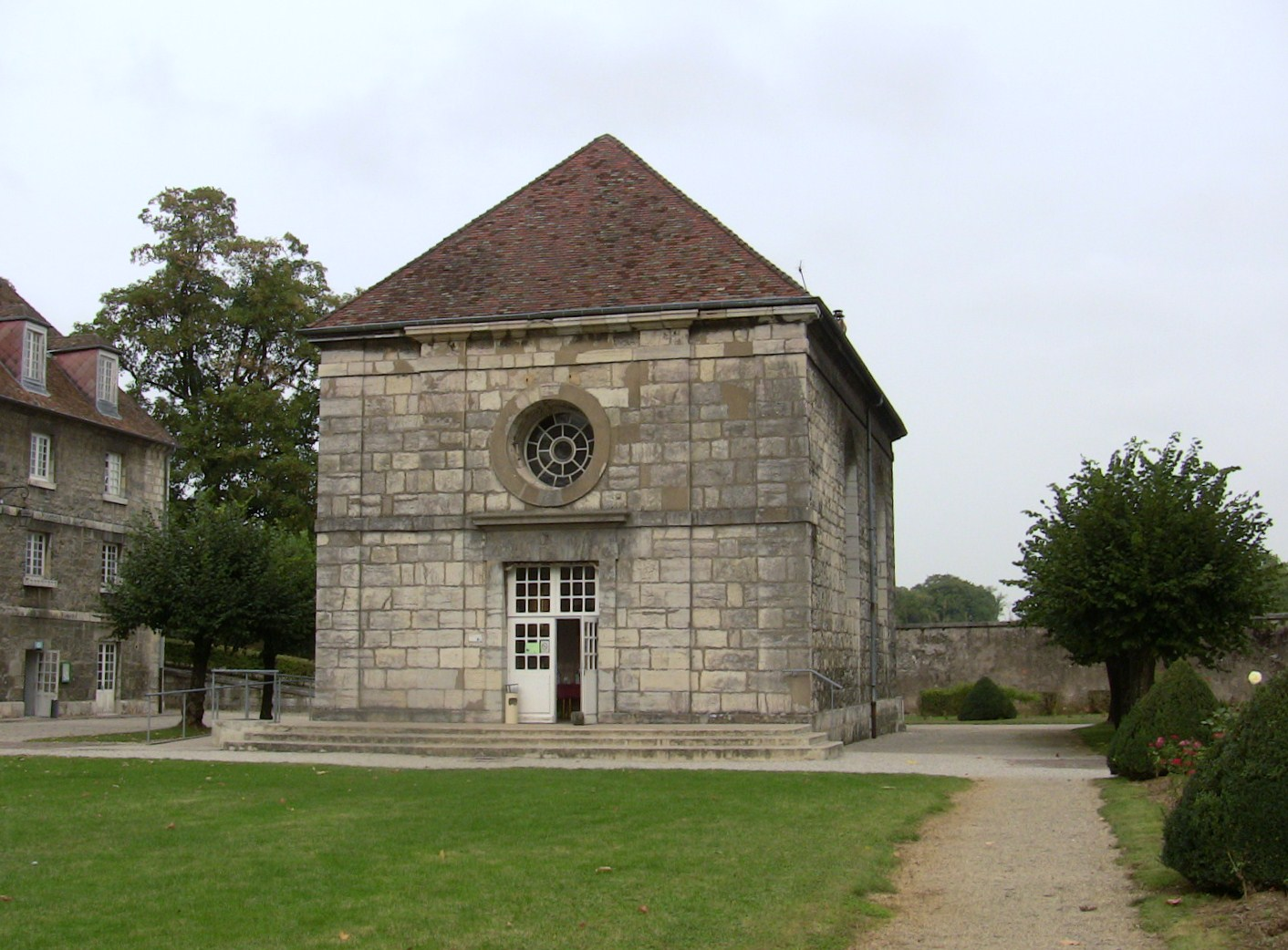
Forse una cappella
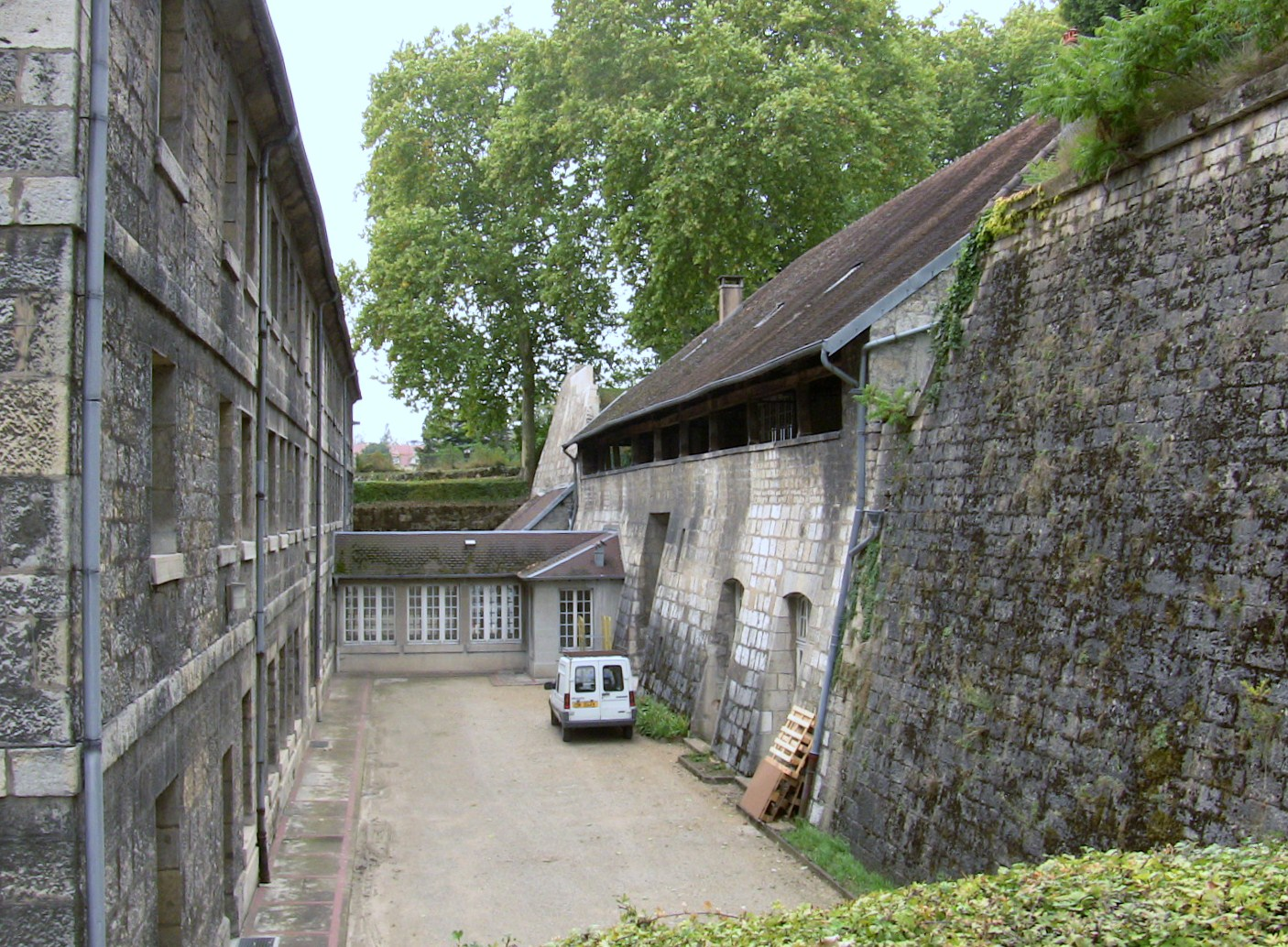
Un altro edificio del forte
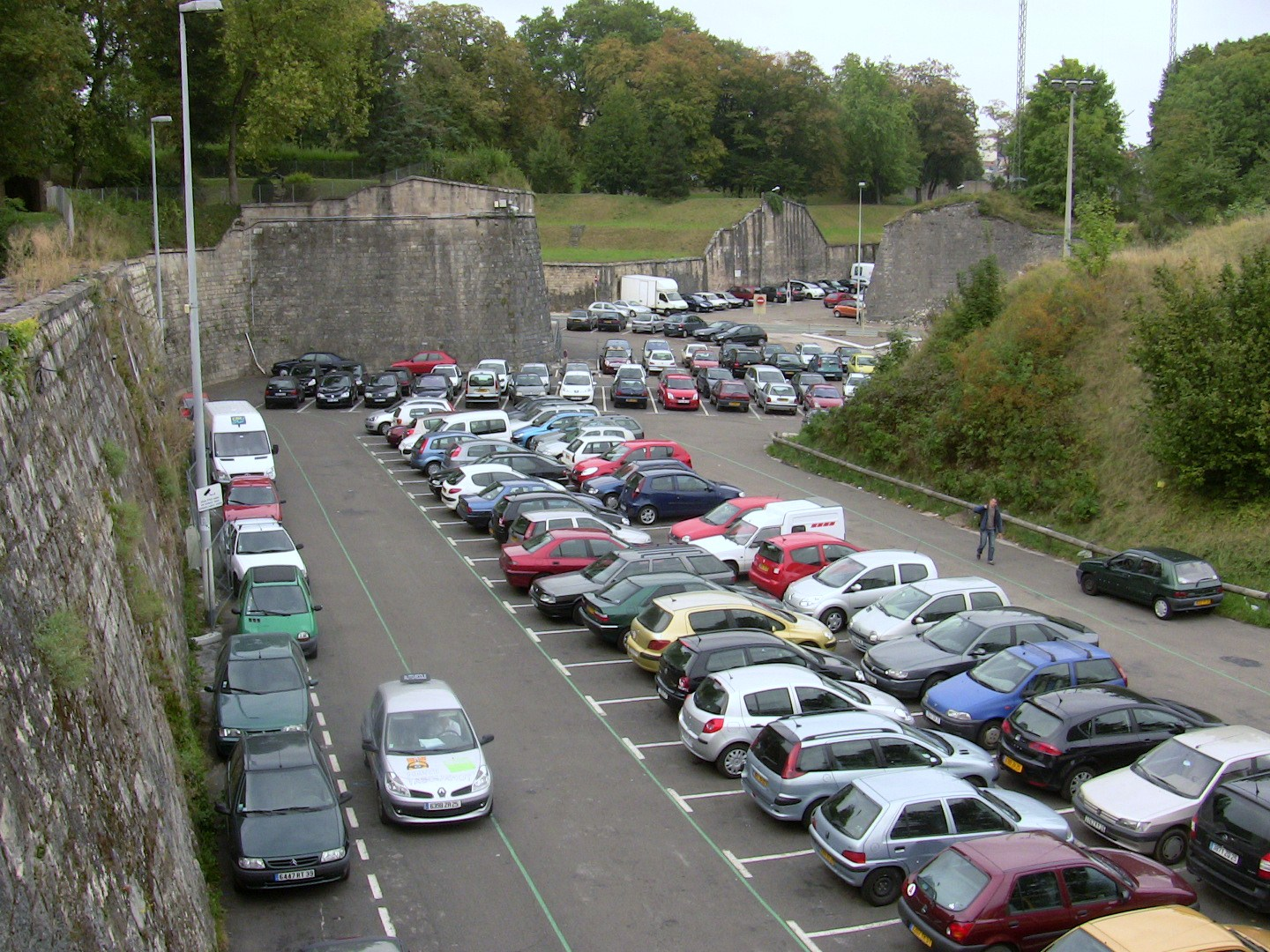
I bastioni, oggi parcheggio Battant
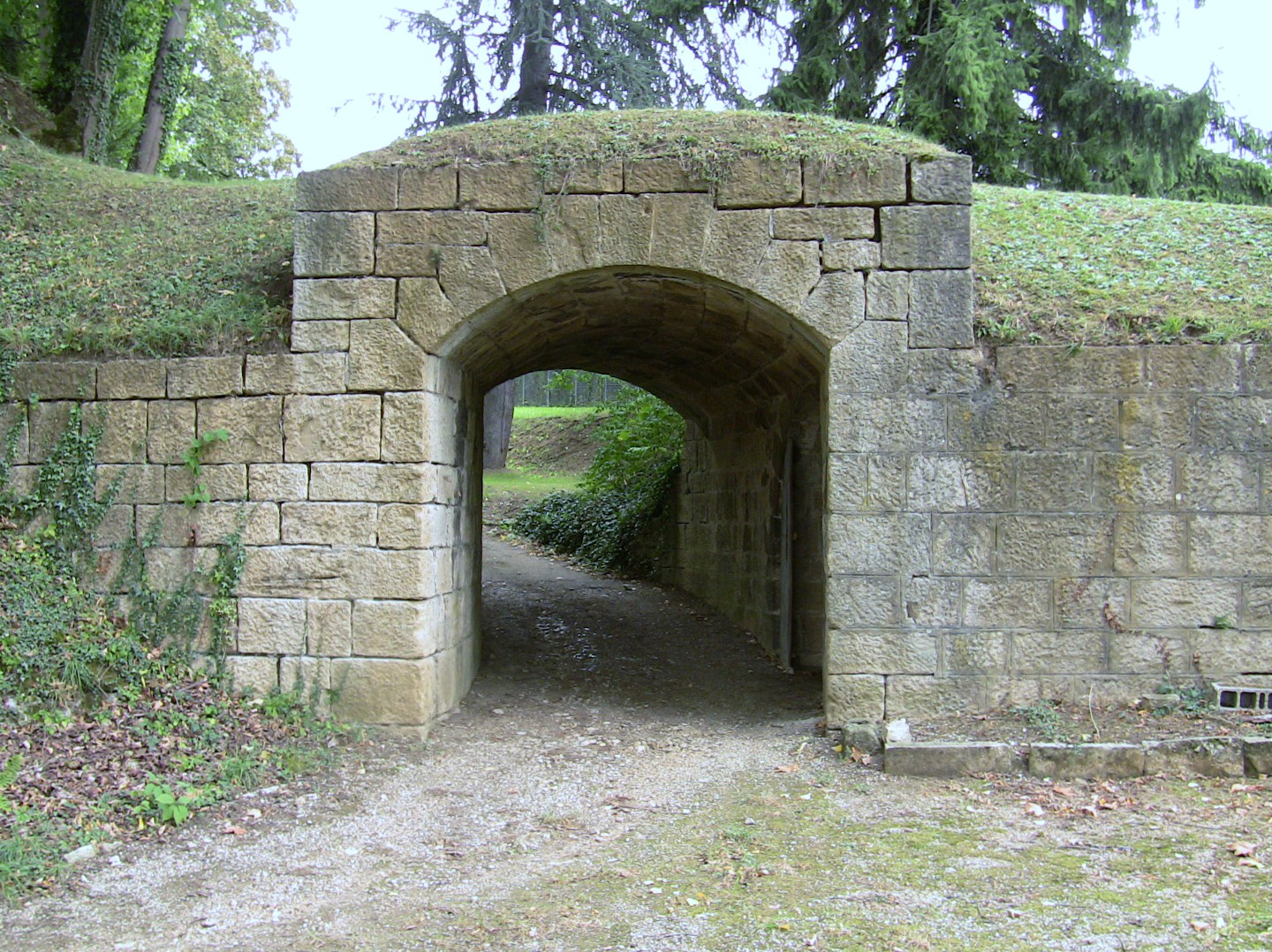
Uno dei tre tunnel pedonali del parco
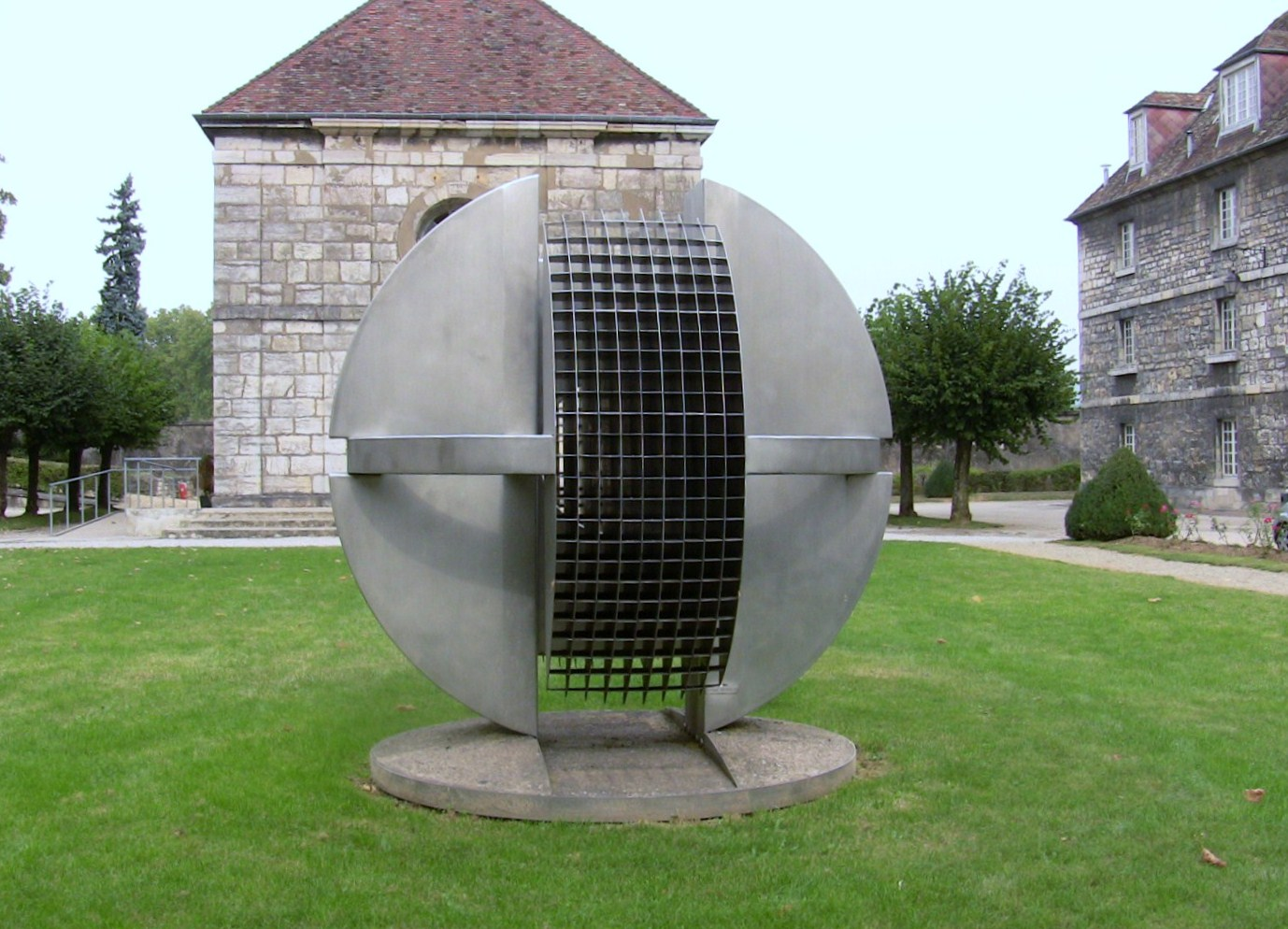
La statua del cortile centrale
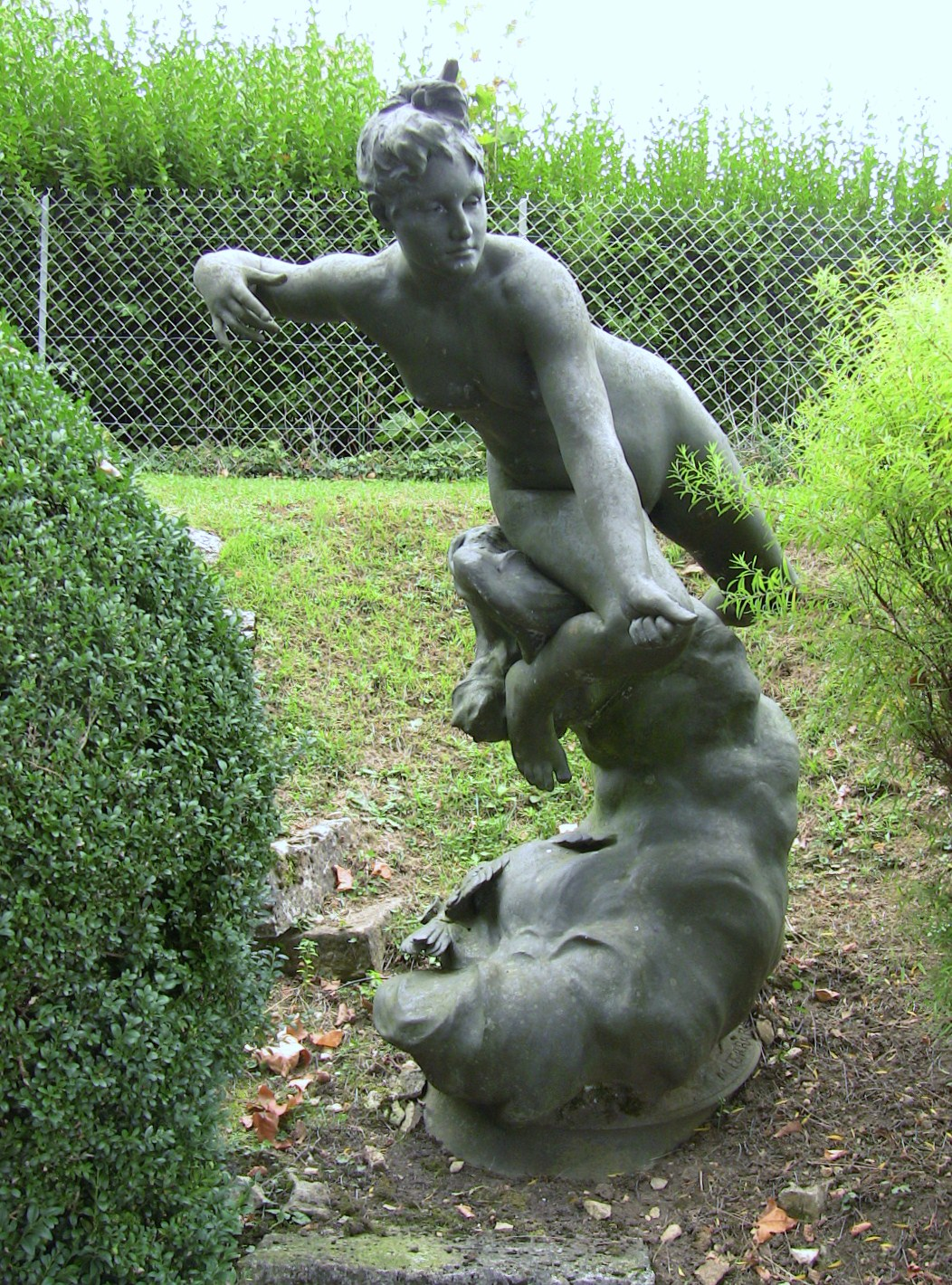
Un'altra statua
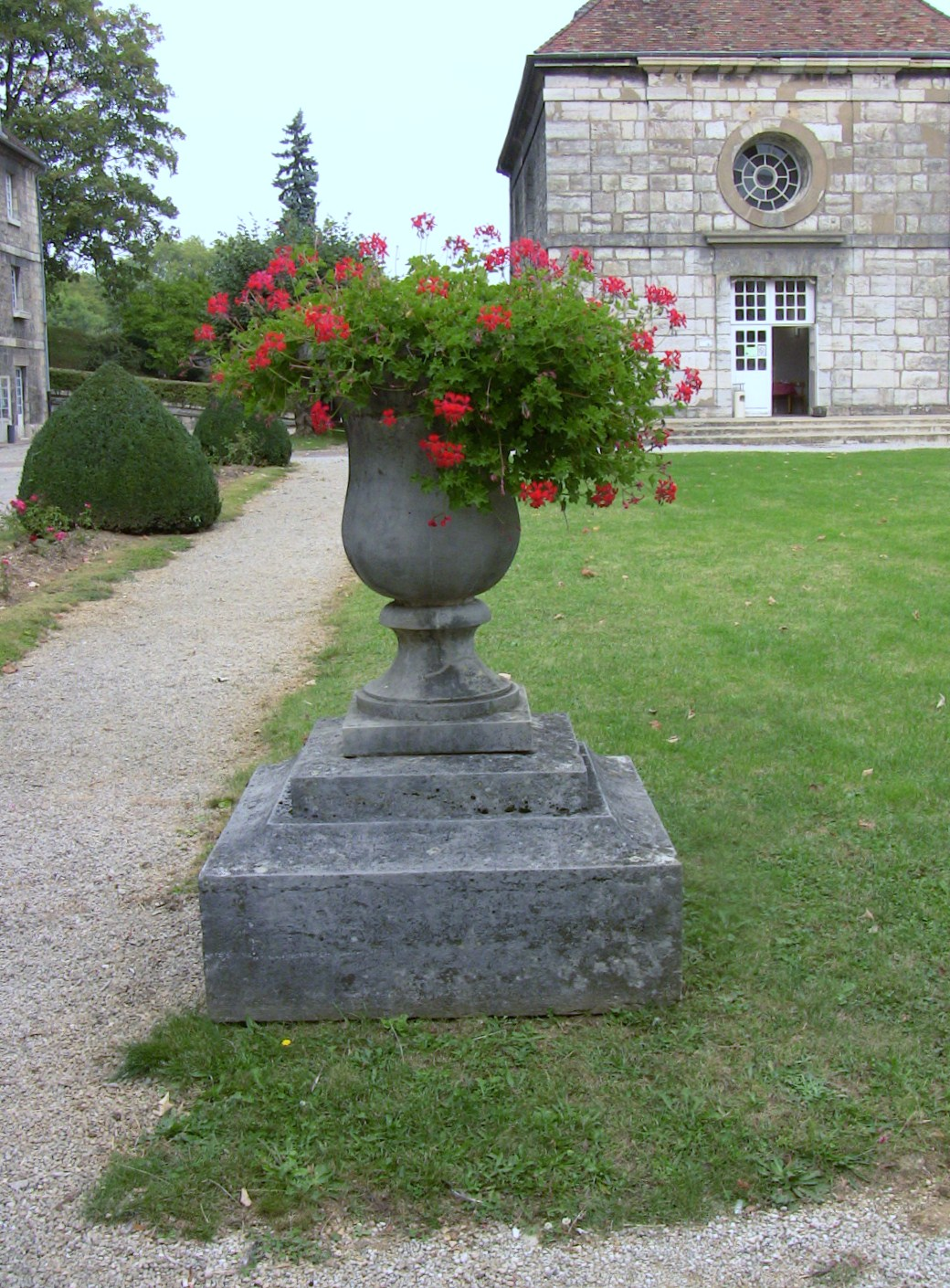
Un vaso di fiori